# Víctor Silva Echeto
Víctor Silva Echeto (Lascano, Rocha, 1972 – Zaragoza, España, 2020) fue un investigador y ensayista uruguayo, profesor en la Facultad de Comunicación de la Universidad de Zaragoza (España), especializado en el campo de la crítica de la comunicación y la cultura. También fue profesor de la Universidad de Playa Ancha de Chile (2004-2010) y de la Universidad de la República de Uruguay (2000-2004). 

## Biografía
Se licenció en Ciencias de la Comunicación en la Universidad de la República de Montevideo (Uruguay) donde ejerció la docencia durante cuatro años. En 2003, se doctoró en Estudios Culturales: Literatura y Comunicación en la Universidad de Sevilla y, a partir de 2004, se desplazó a Chile, ejerciendo de profesor e investigador en la Universidad de Playa Ancha hasta 2010.
Tras su traslado definitivo en 2014 a Zaragoza, ejerció como profesor en el Grado en Periodismo de la Universidad de Zaragoza. Dedicó sus últimos años a la investigación, la docencia y la publicación de diversos ensayos relacionados al campo de la comunicación y la imagen, participando en numerosos eventos y redes de trabajo, en la que cabe destacar la Red Latina de Teorías Críticas en Comunicación y Cultura (CRITICOM), impulsada y fundada por él.

## Obra
Víctor Silva Echeto participó en más de 100 publicaciones entre artículos, capítulos y ediciones de libros, algunos de los cuales fueron traducidos al portugués, alemán e inglés. Tradujo más de 20 libros del portugués.
Sus últimos libros publicados son Imágenes descarnadas. Cuerpo, política e imaginación (Valencia, Tirant lo Blanch, 2019), Crítica y comunicación. Sobre políticas de las imágenes (Valencia, Tirant lo Blanch, 2018), La desilusión de la imagen. Arqueología, cuerpo(s) y mirada(s) (Madrid, Gedisa, 2016), Caos y Catástrofe. Un debate en las teorías críticas entre América Latina y Europa (Madrid, Gedisa, 2014) y El conflicto de las identidades. Comunicación e imágenes de la interculturalidad (Barcelona, ICOM, 2013). 
En coautoría con Rodrigo Browne sus últimos libros son: El campo en disputa. Discontinuidades, postautonomías e indisciplinas de la comunicación y la cultura (Santiago de Chile, RIL, 2014) y Antropofagias. Las indisciplinas de la comunicación (Barcelona, Biblioteca Nueva-siglo XXI, 2007).
También fue profesor e investigador visitante de las Universidades De la Frontera y Austral (Chile), de la Universidad de Cuyo (Argentina), de las Universidades Católica de São Paulo, Paulista y Estadual de São Paulo (Brasil), de Sevilla y de Valencia (España). Fue investigador de CONICYT (Chile), FAPESP (Sao Paulo-Brasil) y del Centro de Estudios Avanzados de la Universidad de Playa Ancha de Chile.